# Тувалу на летних Олимпийских играх 2008
На Олимпийских играх 2008 года команда из Тувалу была представлена впервые. Страну представляли 2 мужчины и 1 женщина, принимавшие участив в соревнованиях по лёгкой и тяжёлой атлетике.

## Состав олимпийской команды Тувалу

### Лёгкая атлетика
Спортсменов - 2
| Спортсмен       | Вид            | Забег     | Забег | Четвертьфинал | Четвертьфинал | Полуфинал | Полуфинал | Финал     | Финал     |
| Спортсмен       | Вид            | Результат | Место | Результат     | Место         | Результат | Место     | Результат | Место     |
| --------------- | -------------- | --------- | ----- | ------------- | ------------- | --------- | --------- | --------- | --------- |
| Окилани Тинилау | 100 м, мужчины | 11,48 NR  | 77    | Не прошёл     | Не прошёл     | Не прошёл | Не прошёл | Не прошёл | Не прошёл |
| Асенате Маноа   | 100 м, женщины | 14,05 NR  | 83    | Не прошла     | Не прошла     | Не прошла | Не прошла | Не прошла | Не прошла |

### Тяжёлая атлетика
Спортсменов -1
Мужчины
| Спортсмен   | Категория | Масса | Рывок | Рывок | Рывок | Толчок | Толчок | Толчок | Всего | Место |
| Спортсмен   | Категория | Масса | 1     | 2     | 3     | 1      | 2      | 3      | Всего | Место |
| ----------- | --------- | ----- | ----- | ----- | ----- | ------ | ------ | ------ | ----- | ----- |
| Логона Есау | До 69 кг  | 68,14 | 102   | 107   | 110   | 138    | 144    | 148    | 254   | 23    |